# Leopold II (książę Anhaltu-Dessau)
Leopold II Maximilian (ur. 25 grudnia 1700 w Dessau, zm. 16 grudnia 1751 tamże) – książę Anhalt-Dessau z dynastii askańskiej (jego władztwo było częścią Świętego Cesarstwa Rzymskiego Narodu Niemieckiego); pruski wojskowy, od 1741 generalfeldmarschall.
Urodził się jako drugi syn księcia Anhalt-Dessau Leopolda I i jego żony księżnej Anny Ludwiki. Na tron wstąpił po śmierci ojca 7 kwietnia 1747.
25 maja 1737 w Bernburgu poślubił księżniczkę Anhalt-Köthen Gizelę Agnieszkę. Para miała siedmioro dzieci:
- Leopolda III (1740-1817), kolejnego księcia Anhalt-Dessau
- księżniczkę Ludwikę (1742-1743)
- księżniczkę Henriettę Katarzynę (1744-1799)
- księżniczkę Marię Leopoldynę (1746-1769)
- księcia Jana Jerzego (1748-1811)
- księżniczkę Kazimierę (1749-1778)
- księcia Alberta Fryderyka (1750-1811)

W 1752 król Prus Fryderyk II Wielki nazwał powstałą kilka lat wcześniej wieś imieniem Leopolda II (Leopoldshagen).